# Borkowskoje (obwód smoleński)
Borkowskoje (ros. Борковское сельское поселение) – jednostka administracyjna (osiedle wiejskie) wchodząca w skład rejonu diemidowskiego w оbwodzie smoleńskim w Rosji.
Centrum administracyjnym osiedla wiejskiego jest wieś (ros. деревня, trb. dieriewnia) Żeruny.

## Geografia
Powierzchnia osiedla wiejskiego wynosi 462,17 km², a główną rzeką jednostki jest Jelsza. Na terytorium jednostki znajduje się Park Narodowy Pojezierza Smoleńskiego.

## Historia
Osiedle powstało na mocy uchwały obwodu smoleńskiego z 28 grudnia 2004 r., z późniejszymi zmianami – uchwała z dnia 28 maja 2015 roku.

## Demografia
W 2020 roku osiedle wiejskie zamieszkiwało 295 osób.

## Miejscowości
W skład jednostki administracyjnej wchodzi 28 miejscowości, w tym 2 osiedla (Lesnoj, Podosinki) i 26 dieriewni (Borki, Cybulki, Diatłowszczina, Gonczarowo, Jewsiejewka, Judino, Koziejewszczina, Kriuk, Kutino, Łopaty, Maksimienki, Matiuszyno, Miakury, Mitino, Moczary, Niwy, Nizy, Pietroczaty, Stabna, Szestierni, Szyszkowo, Zaruczewje, Ziemcowo, Żeruny, Żukowo, Żurawinnica).